# جيريمي غيبل
جيريمي غيبل (بالإنجليزية: Jeremy Gable)‏ هو كاتب مسرحي أمريكي، ولد في 10 مايو 1982 في Lakenheath ‏ في المملكة المتحدة.

## وصلات خارجية
- جيريمي غيبل على موقع IMDb (الإنجليزية)